# Утемурзин, Габдулла
Габдулла Утемурзин (каз. Өтемырзаұлы Қабдолла; 1892 год, станция Тансык — 1968 год) — старший чабан колхоза «Кзыл-Ту» Абайского района Семипалатинской области, Казахская ССР. Герой Социалистического Труда (1948).

## Биография
Родился в 1892 году на территории Семипалатинской области. С конца 1920-х годов трудился чабаном, старшим чабаном в колхозе «Кзыл-Ту» Абайского района.
За большие успехи в овцеводстве удостоен звания Героя Социалистического Труда указом Президиума Верховного Совета СССР от 23 июля 1948 года c вручением ордена Ленина и золотой медали «Серп и Молот».
Умер в 1968 году.